# Robert D. Carey
Robert D. Carey (Cheyenne, 1878. augusztus 12. – Cheyenne, 1937. január 17.) az Amerikai Egyesült Államok szenátora (Wyoming, 1930–1937).